# Oranienburger Speicher

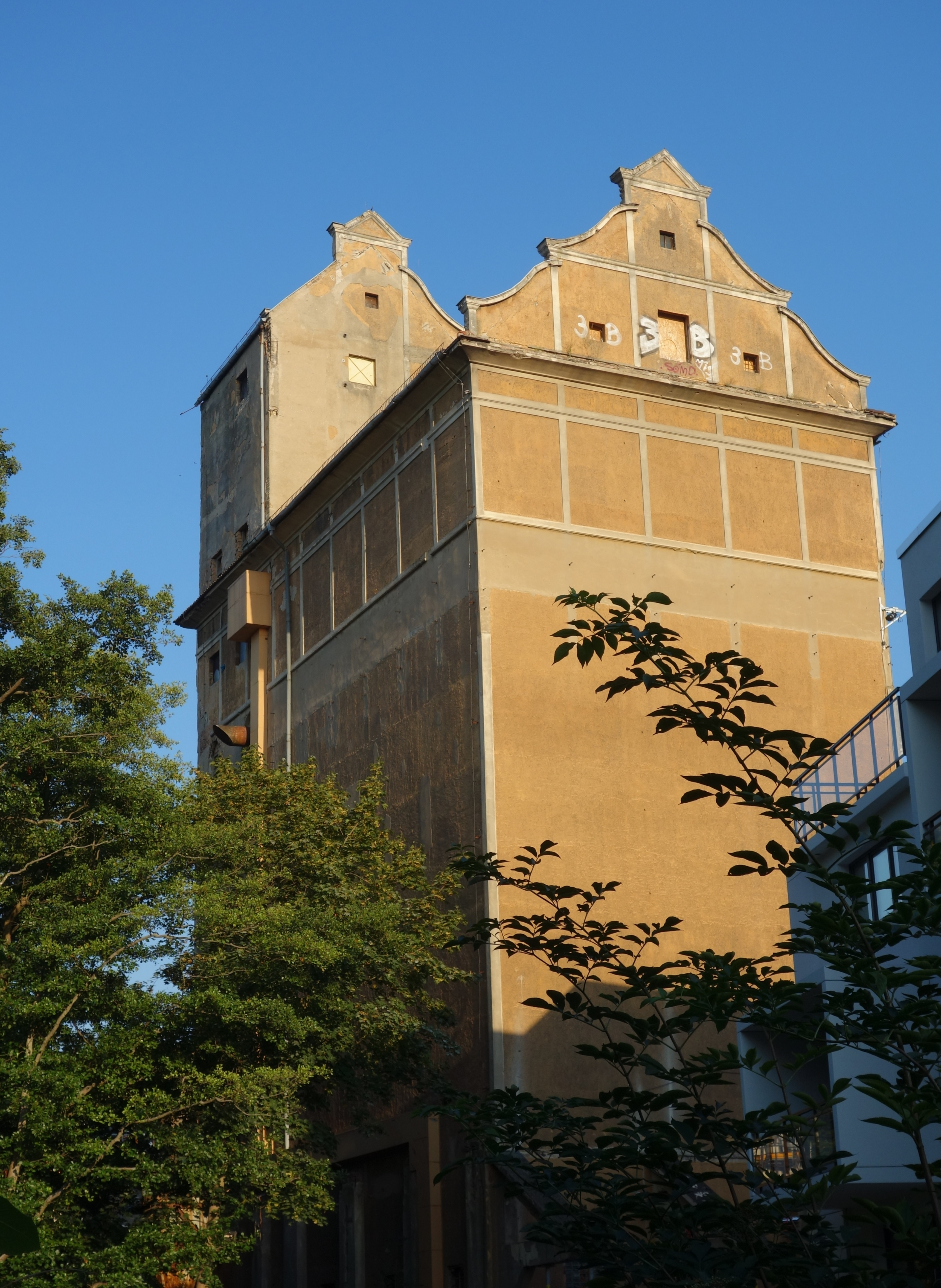
Foto des Oranienburger Speichers (2020)

Der Oranienburger Speicher ist mit einer Höhe von rund 37 Metern das zweithöchste Gebäude Oranienburgs und eines der Wahrzeichen der Kreisstadt. 1917 als Silogebäude für die Oranienburger Dampfmühle in zentraler Lage an der Havel errichtet, prägt das Gebäude bis heute das Stadtbild. Sowohl wegen seiner Eisenbetonbauweise, als auch wegen seiner barocken Fassadengestaltung gilt das seit 1995 denkmalgeschützte Gebäude als architektonisch besonders wertvoll. Größere Aufmerksamkeit erlangte der Speicher seit 2016, als ein Investor das Gebäude zunächst sanieren wollte, später jedoch den Abriss des Gebäudes beantragte.

## Geschichte
Der Oranienburger Speicher war Teil der 1875 gegründeten Oranienburger Dampfmühle. 1901 übernahm der Kaufmann Nathan Cohn das zeitweilig konkurse Unternehmen. Nachdem ein Großfeuer am 24. Februar 1916 den ursprünglichen Getreidespeicher zerstört hatte, entschied man sich zu einem Neubau, der im Oktober 1917 genehmigt wurde. Das Berliner Architektenbüro Enders und Lichtenstein erhielt den Zuschlag. Die Bauausführung erfolgte durch die Berliner Abteilung der Cementbau-Aktiengesellschaft aus Hannover. Sie errichtete aus 165 Tonnen Eisen und 14.000 Säcken Zement eines der ersten Gebäude in Eisenbetonbauweise in der Region. Das Silo besaß mit seinen insgesamt 16 Zellen ein Fassungsvermögen von 4000 Tonnen Getreide und konnte mit einer speziellen Sauganlage und Schneckenförderern direkt von der angrenzenden Havel, oder mittels eines Becherwerks über Laderampen beliefert werden. In der Turmspitze des Gebäudes befand sich zur Brandbekämpfung ein 9 m³ fassender Wassertank nebst angeschlossener Sprinkleranlage. Bei der äußeren Gestaltung entschied man sich bewusst zu einer stilistischen Rezeption des in Sichtweite befindlichen Oranienburger Schlosses. So ziert die oberen Geschosse des Gebäudes eine neobarocke Fassade, die von einem Turm mit geschwungenem Satteldach und barocken Giebeln geschmückt ist.
Nach dem Ersten Weltkrieg erwarb zunächst die Kampffmeyer Mühlen GmbH, einer der größten deutschen Anbieter von Getreideprodukten, die Anlage. 1926 ging die Mühle in das Eigentum des Kaufmanns Max Lazarus aus Berlin-Grunewald über. Durch einen Kurzschluss im Mühlengebäude brannte die Dampfmühle am 20. Mai 1930 vollständig nieder. Lediglich das Speichergebäude konnte von der teilweise sogar aus Berlin angerückten Feuerwehr vor den Flammen bewahrt werden. Während die Dampfmühle selbst nicht wiederaufgebaut wurde, diente der Speicher fortan als Silo für die neu gegründete Oranienburger Lager- und Getreidegesellschaft.
Nach der Machtübernahme durch die Nationalsozialisten wurde Max Lazarus wegen seiner jüdischen Herkunft zunächst als Geschäftsführer abberufen, im Oktober 1941 zusammen mit seiner Frau in das Ghetto Litzmannstadt deportiert und vermutlich 1942 im Vernichtungslager Kulmhof ermordet. Teile des Areals wurden im Zweiten Weltkrieg als Kriegsgefangenenlager benutzt. So ließ die Auergesellschaft 1942 das Erdgeschoss des Schüttbodenspeichers Nr. 2 zu einer Unterbringung für bis zu 35 Kriegsgefangene umbauen. Während eines amerikanischen Bombenangriffes am 6. März 1944 wurde auch die Oranienburger Dampfmühle getroffen. Der Speicher selbst überstand die schweren Bombardierungen Oranienburgs weitestgehend unbeschadet und ragte bei Kriegsende über die zu großen Teilen zerstörte Stadt.
Nach dem Krieg diente das Gebäude bis zu seiner Stilllegung Mitte der 1970er Jahre weiterhin als Lager und stand danach leer. 1995 wurde der Speicher in die Denkmalliste des Kreises Oberhavel aufgenommen und steht damit seit 2004 auch auf der gemeinsamen Denkmalliste des Landes Brandenburg.

## Diskussion um Sanierung und Abriss

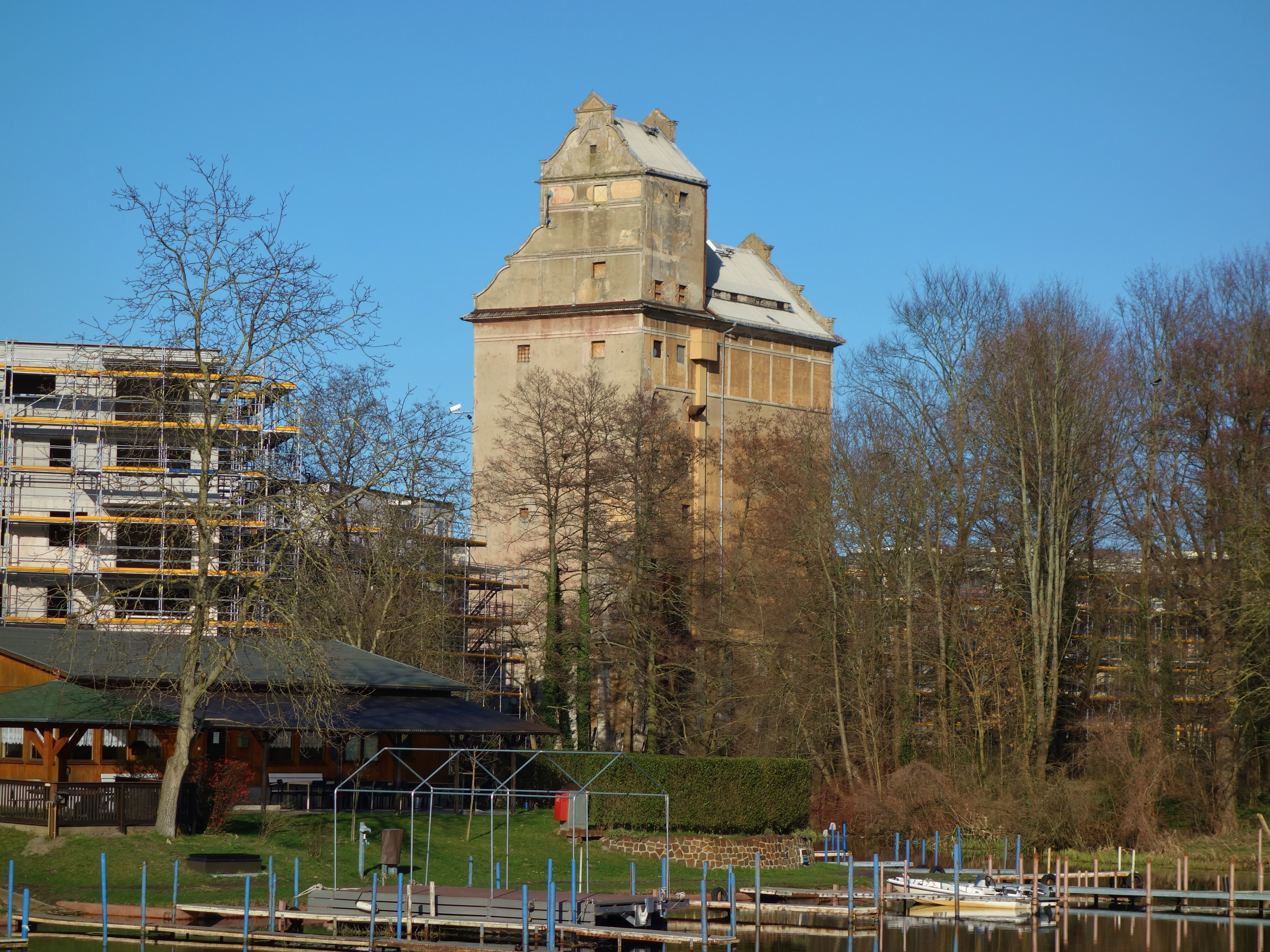
Oranienburger Speicher mit angrenzendem, im Bau befindlichen Wohnquartier „Louise“ (2020)

Bereits 2014 gab es erste Überlegungen, den Speicher in ein Wohnquartier umzuwandeln. Ein Berliner Investor plante 300 Wohnungen auf „einem der letzten Filetstücke Oranienburgs“ zu errichten. Nachdem dieses an Auflagen des Denkmalschutzes gescheitert war, erwarb die TAS-Gruppe aus Hamburg 2016 das 15.500 m² große ehemalige Gewerbegrundstück von seinem Vorbesitzer. Während der größte Teil der Fläche von einer Tochtergesellschaft gekauft wurde, erwarb die eigens hierfür gegründete TAS OR Speicher GmbH & Co. KG lediglich das Grundstück, auf dem der historische Speicher steht. Dieser sollte nach Aussage des Investors „zum Leuchtturm des neuen Wohnquartieres“ werden. Den sich aus dem Status eines geschützten Denkmals ergebenen Herausforderungen war sich der Investor bewusst.
Insgesamt sollten im Rahmen des Projekts „Wohnen am Speicher“ auf dem Areal über 260 Wohnungen, davon 22 im historischen Silogebäude, entstehen. Hierfür plante die Unternehmensgruppe bis zu 70 Millionen Euro in den Standort zu investieren und insbesondere den Speicher denkmalgerecht zu sanieren. Die Grundsteinlegung erfolgte im Oktober 2018. Im März 2019 gab der Investor überraschend bekannt, den Speicher möglicherweise abreißen zu wollen. Laut einem im Auftrag der TAS erstellten Gutachten weise das Gebäude „substanzielle Schäden“ auf, die bei Kauf nicht bekannt gewesen seien. Die Sanierung und der Umbau des Denkmals würden nach Angaben des Unternehmens über 12 Millionen kosten. Im August 2019 reichte die TAS OR Speicher GmbH & Co KG bei der unteren Denkmalschutzbehörde des Landkreises einen entsprechenden Antrag auf Abbruch des ehemaligen Speichers ein und benannte das Projekt in „Louise Oranienburg“ um. Das Unternehmen argumentierte, dass ihm der Erhalt nicht zuzumuten sei, da die Kosten der Erhaltung und Bewirtschaftung des Denkmals dauerhaft nicht durch die Erträge oder den Gebrauchswert aufgewogen würden. Die Denkmalschutzbehörde des Landkreises teilte dem Investor jedoch mit, dass man dem Abriss nicht zustimmen könne, da das gesamte Bauvorhaben bei der Wirtschaftlichkeitsprüfung als Einheit betrachtet werden müsse. Der Investor hingegen argumentierte, dass beide Teilgrundstücke von zwei unterschiedlichen TAS-Gesellschaften unabhängig voneinander erworben wurden. Da der Landkreis dem Widerspruch jedoch nicht stattgab, reichte die TAS OR Speicher GmbH & Co. KG Ende August 2020 Klage vor dem Verwaltungsgericht Potsdam ein.
Die Stadt Oranienburg lehnte einen Abriss des Speichers ab. Die Stadtverordnetenversammlung von Oranienburg bekannte sich im Januar 2020 per Resolution zum Erhalt des Speichers. Auch eine Bürgerinitiative setzt sich für den Erhalt des Speichers ein. Eine Petition zum Erhalt des Speichers erhielt rund 1600 Unterschriften.
Am 28. April 2021 gab die Stadt Oranienburg bekannt, dass der bisherige Eigentümer den Speicher weiterverkauft habe und nicht länger an seiner Klage auf Abriss festhalte. Der neue Eigentümer, die Reinvesta GmbH aus Berlin, teilte daraufhin mit, dass man das Gebäude binnen zwei Jahren sanieren und darin 22 Eigentumswohnungen mit einer Gesamtwohnfläche von rund 1800 m² errichten wolle.